# جامع الأبهر
جامع الأبهَر أحد مساجد مدينة صنعاء القديمة التاريخية، ويقع في الجهة الجنوبية الغربية من حارة الأبهر، على الطريق النافذة من السائلة إلى جامع صنعاء الكبير، وكان يعرف قديماً بمسجد بنت الأمير. بني في 793 هجرية الموافق 1374م، بأمر من فاطمة بنت الأمير الأسد بن إبراهيم بن الحسن بن أبي الهيجاء السراوري رأس أكراد ذمار، وهي زوجة الإمام الناصر صلاح الدين بن المهدي علي وأم ولده الإمام المنصور علي بن صلاح. وكانت مؤازرة للإمام صلاح الدين ومعينة له في أكثر الأمور.
تتقدم الجامع ظلة في الجهة الشمالية مسقوفة بقبة تمثل المدخل الرئيس للجامع، وتتصل عبر ممر طويل بالباب المؤدي إلى الصوح (ردهة أو صحن الجامع)، وعبر الممر تتصل صرحة الجامع الأمامية بأماكن قضاء الحاجة وحمامات الجامع، والساحة الخلفية لحارة الأبهر، والتي تفصل الجامع عن حارتي بحر رجرج وشارب، حديثتي النشأة نسبيا. ويتصل الصوح ببيت الصلاة عبر ثلاثة مداخل: مدخلين غربيين ومدخل جنوبي منتظم الشكل كان قبل توسيع المسجد صغيراً أشبه بالشكل المربع القائم على ستة أعمدة بثلاثة مجازات أفقية.
وقد ظل المسجد على ما هو عليه لفترة طويلة حتى قام الإمام المتوكل قاسم بن الحسين بتوسعته في سنة 1784م، وأضاف لضريحه قبة. ويتصل بجامع الأبهر من جهة الشرق ج (مَبَرٌَة) الجوفي، وهي عبارة عن بئر ومصلى للنساء، ولها وقف خاص بنظر بيت الجوفي. كما توجد محسنة كبرى غربي المسجد بناها الإمام يحيى حميد الدين. عندما قام الإمام المتوكل، قاسم بن الحسين، بتوسعة الجامع والزيادة فيه، لم تمكنه المساحة الخلفية لبيت الصلاة من التوسع نحو الجنوب بشكل متساو مع السور القديم، وذلك لوجود عدد من قبور العلماء اليمنيين البارزين في المساحة الخلفية شرقي بيت الصلاة، منهم عبد الله بن إبراهيم الديلمي المعروف بـ"أبو شملة"، المتوفى عام 1429م، واحمد بن إسماعيل الهبل المتوفي سنة 1651م والقاضي محيي الدين العراقي.

## انظر ايضا
- جامع فروة بن مسيك
- جامع قبة المتوكل
- جامع قبة المهدي